# Кхенпо Содаргье
Кхенпо Содаргье родился в 1962 году в восточном регионе Тибета, известном как Кхам. В 1985 году он принял монашеский постриг в известной Буддийской академии Ларунг-Гар, которая является крупнейшим институтом буддизма в мире и находится в провинции Сычуань в КНР. Его обучал один из великих мастеров того времени, Кхенчен Джигме Пунцок Ринпоче.
Кхенпо Содаргие изучил традиционный курс философии тибетского буддизма, а также освоил все учения тантраяны. Впоследствии он был назначен руководителем Института, где стал одним из ведущих учителей. Он также был главным переводчиком Джигме Пунцока Ринпоче для китайских учеников и был после назначен Ринпоче стать их учителем.

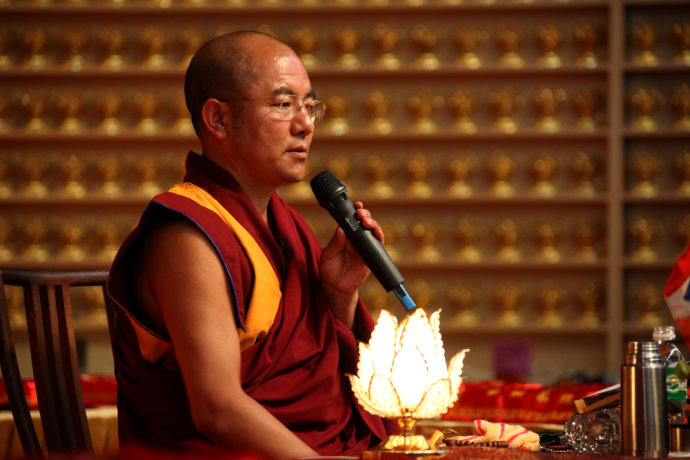
Khenpo Sodargye Teaching at Hong Kong Buddhist Tri-Virtues Advocate Center in Jul 2011

Кхенпо Содаргье стал одним из самых выдающихся современных буддийских мастеров. Он — тибетский лама, буддийский ученый и учитель, плодовитый переводчик на китайский язык и современный мыслитель буддизма, он известен во всей Азии и на Западе, благодаря его интересу в вопросе сочетания традиционных буддийских учений с глобальными проблемами и современной жизнью.
Он давал лекции во всем Китае и в других частях Восточной, Южной и Юго-Восточной Азии, в Австралии, в Новой Зеландии, а также в Европе и Северной Америке. Недавно он читал лекции в нескольких престижных университетах, среди них Пекинский университет, Университет Цинхуа, Кембридж, Оксфорд, Гарвард, Колумбийский университет, Йельский, Принстон, Стэнфорд, Университет Торонто, Университет Макгилла, Университет Окленда, Университет Мельбурна, Национальный университет Сингапура, Национальный университет Тайваня, Университет Гонконга и Университет Гёттингена.